# Guépard (1928)
Guépard – francuski wielki niszczyciel z okresu II wojny światowej z grupy typów 2400-tonowych, podtypu Guépard. W służbie od 1929, samozatopiony w Tulonie 27 listopada 1942.

## Historia
„Guépard” był pierwszym ukończonym okrętem z francuskich 2400-tonowych wielkich niszczycieli. Wraz z bliźniaczym „Bison” należał do pierwszej grupy (A) podtypu Guépard (nazwanego tak od pierwszego okrętu); oba budowane były w stoczni Marynarki w Lorient (Arsenal de Lorient) na podstawie programu z 1925 roku. Stępkę pod budowę położono 14 marca 1927 (tego samego dnia, co „Bison”), kadłub wodowano 19 kwietnia 1928, a okręt wszedł do służby 13 sierpnia 1929. Nazwa oznacza „gepard”. Nosił numery burtowe: w latach 1930-31: 8, 1931-32: brak, 1932-33: 2, 1933-36: brak, 1936-39: 31, od 1939: X31.

## Służba w skrócie
Po wybuchu II wojny światowej „Guépard” służył na Morzu Śródziemnym, bazując w Tulonie, jako okręt flagowy 3. Dywizjonu Kontrtorpedowców (z „Valmy” i „Verdun”). Po przystąpieniu Włoch do wojny, wziął udział z 10 niszczycielami i 4 krążownikami w operacji ostrzelania 13-14 czerwca 1940 włoskich portów Genui i Vado.
Po klęsce Francji, pozostał pod kontrolą rządu Vichy, bazując początkowo w Tulonie. W 1941 zmieniono mu lekkie uzbrojenie przeciwlotnicze: w części rufowej ustawiono podwójnie sprzężone półautomatyczne działko plot 37 mm Mle 1933 i 2 podwójne wkm-y 13,2 mm Hotchkiss, a na poprzednim miejscu Hotchkissów ustawiono 2 pojedyncze wkm-y 13,2 mm Browning. Zdjęto dotychczasowe pojedyncze działka 37 mm, przedni aparat torpedowy (liczba wyrzutni torped zmniejszyła się do 3), przedni reflektor oraz maszt rufowy.
Podczas alianckiej inwazji na Syrię w czerwcu 1941, bazował z „Valmy” w Bejrucie. 9 czerwca ostrzeliwały one pozycje wojsk australijskich, po czym doszło do pojedynku między nimi a brytyjskim niszczycielem HMS „Janus”, który został poważnie uszkodzony trzema pociskami i unieruchomiony. Pojawienie się kolejnych niszczycieli spowodowało odwrót Francuzów, mających ograniczony zapas amunicji, do Bejrutu. Uszkodzono przy tym jeszcze lekko jednym pociskiem niszczyciel HMS „Jackal”. „Guépard” sam został lekko uszkodzony pociskiem niszczyciela HMS „Isis” lub „Hotspur”. 18 czerwca „Guépard” z „Valmy” krótko bombardowały alianckie pozycje. W nocy na 23 czerwca po północy, podczas próby przedarcia się, „Guépard” został lekko uszkodzony podczas nocnej walki jednym pociskiem krążownika lekkiego HMS „Leander”. 9 lipca wraz z „Valmy” i „Vauquelinem” został wysłany po posiłki do Salonik, lecz po wykryciu przez brytyjskie samoloty 200 mil przed wybrzeżem Syrii, mając żołnierzy na pokładach, okręty zawróciły do Tulonu.
„Guépard” wraz z innymi okrętami został samozatopiony podczas niemieckiej próby zagarnięcia floty francuskiej w Tulonie 27 listopada 1942. Włosi podnieśli okręt, lecz nie podjęli działań w celu wcielenia go do służby. Przejęty przez Niemców, został ponownie zatopiony podczas nalotu amerykańskiego 11 marca 1944. Wrak został następnie złomowany.
Szczegółowy opis i dane – w artykule niszczyciele typu 2400-tonowego